# لاسه ویرن
لاسه ویرن (به فنلاندی: Lasse Virén) ورزشکار مرد رشتهٔ دو و میدانی اهل کشور فنلاند است. وی در بین سال‌های ‎۱۹۷۲ تا ۱۹۷۶ میلادی در مسابقات بازی‌های المپیک تابستانی در مجموع ۴ مدال طلا را کسب کرد.